# Идентификация (психология)
Вижте пояснителната страница за други значения на Идентификация.
Идентификацията е несъзнаван психологически механизъм, чрез който определен индивид моделира своето поведение, за да прилича на друг. При детето идентификацията, която е първата форма на привързаност към единия родител, представлява присвояване на ролята (и силата) на този родител. Тя представлява един от най-важните механизми за формирането на личността и възпитанието. Смущенията в идентификацията (поради разпадане на семейството например) водят до характерологични разстройства.

## Фройд и Идентификацията
Възможно е да има разграничение между два начина на дефиниране на идентификацията. Единият е „какво е това“ точно като: това е врата, прозорец, човек и така нататък. Другия е „просто ако“; не просто имитация, но асимилиране на себе си със субекта. Така някой се идентифицира с (характеристиките на) обекта. Например, аз се идентифицирам с характеристиките на баща ми и се трансформирам, за да приема и асимилирам в моята личност тези характеристики. Ставам малко като него. Това последното е използвано от Фройд, за да опише формирането на личността. Трите най-известни концепции за идентификацияга, както са споменати от Фройд са: първична идентификация, нарцистична (вторична) идентификация и частична (вторична) идентификация..

### Първична идентификация
Първичната идентификация е първоначална и примитивна форма на емоционална привързаност към нещо или някой, явяваща се най-ранна за всякакви отношения с други хора и предмети. Това означава, че когато бебето е родено, то не е способно да прави разделение между себе си и важните други. Бебето е емоционално привързано към родителите и ги преживява като част от себе си. Това състояние може да се нарече „симбиоза“, която е нормална до определен етап от развитието. По време на процеса на идентификация децата възприемат несъзнателно характеристиките на своите родители и започват да се асоциират с тях като им копират поведението. Във всекидневния живот може да се чуе как различни хора възкливат по адрес на дете прилича точно на баща си такова игриво и лудо (обикновено майката на бащата), това показва, че поведението на детето с нещо напомня това на бащата. Фройд отбелязва, че идентификацията трябва да бъде разграничавана от имитацията, която е доброволен и съзнателен акт. Защото от този процес на емоционална привързаност, детето ще развие (супер)его, което има подобни морални ценности и напътствия по които родителите са живели собствения си живот. Чрез този процес детето се уподобява на родителите и по този начин по-лесно се научава да живее в света и културата, в която те са живели.

### Нарцистична (вторична) идентификация
Нарцистичната идентификация е форма на идентификация следваща изоставянето или изгубването на обекта. Това преживяване на загуба започва в много ранна възраст. Например, бебето е гладно, но гърдата на майката не е наблизо. Нарцистичната идентификация има ролята на замяна на изгубения обект чрез интроекция. Интроекцията се заключава в това, че нещо се приема от обекта. Бебето интернализира образа на гърдата и фантазира за нея. Този тип идентификация на Аз-а с изоставения обект може да бъде видян като формиране на аз-а. Процесът на нарцистична идентификация е защитен по своята природа и е опит да се облекчи фрустрацията от загубата. Пример, носенето на дрехи или бижута на починал любим човек

### Частична (вторична) идентификация
Частичната идентификация се основава на възприемането на специално качество на друг човек. Това качество или идеал е често представено като лидерска фигура, с която се идентифицира човекът. Например, младо момче се идентифицира със силните мускули на по-голямо съседско момче. Наред с идентификацията с лидера, хората се идентифицират и с други, защото чувстват, че имат нещо общо. Например, група хора, които харесват една и съща музика. Този механизъм играе важна роля във формирането на групите. Той допринася за развитието на характера и Аз-а се формира чрез идентификация с групата (групови норми). Частичната идентификация спомага за социалния живот на човек, който е способен да се идентифицира с друг чрез тази обща връзка, вместо да смята някой за съперник..

## Идентификацията в психоаналитичното мислене днес
Много е изписано за идентификацията от Фройд насам. Идентификацията е разглеждана като нормален механизъм на развитието и като защитен механизъм. Много видове идентификация са описани от други психоаналитици, като най-значима е концепцията на Анна Фройд за идентификация с агресора (1936). Други включват контраидентификацията (Fliess, 1953), псевдоидентификацията (Eidelberg, 1938), съгласувана и допълваща идентификации (Racker, 1957) и свързваща идентификация (Bick, 1968). Днес терминът „идентификация“ е използван от психоаналитиците предимно в смисъл на идентификация със себе си.

## Сегашната дефиниция на идентификацията
Психологически процес посредством който субекта асимилира аспект, свойство или атрибут на друг и го трансформира, изцяло или частично към модела, осигурен от другите. Той е серия от идентификации, които оформят и определят личността.